# Nik Caner-Medley
Niklas «Nik» Caner-Medley (Beverly, Massachusetts, 20 de octubre de 1983) es un exjugador de baloncesto profesional estadounidense, con pasaporte de Azerbaiyán, que fue profesional durante quince temporadas. Su último club fue el Provence Basket francés.

## Carrera

### Universidad
Jugó durante cuatro años para la Terrapins de la Universidad de Maryland, coincidiendo con jugadores como Steve Blake y Drew Nicholas. Fue uno de los cinco jugadores en la historia del centro en superar a la vez los 1.500 puntos, 500 rebotes, 200 asistencias, 100 triples, 100 robos y 50 tapones.

### Europa
Tras probar en los Sioux Falls Skyforce de la liga de desarrollo de la NBA, en 2007 decide dar el salto a Europa y firmar por los Artland Dragons de la Bundesliga alemana. Una temporada más tarde llega a la liga ACB de la mano del CB Gran Canaria para jugar posteriormente en el Cajasol y el CB Estudiantes.
La temporada 2011-12 ficha por el Valencia Basket, con el que llega a jugar la final de la Eurocup y las semifinales de la liga ACB. Sus números durante la temporada en esta fueron de 12,6 puntos y 6,7 rebotes por partido.
Tras estar muy cerca de fichar por el Galatassaray de la liga turca, a mediados de julio de 2012 se confirmó su fichaje por el Maccabi Tel Aviv de liga hebrea en un contrato por el que percibiría un total de 1,9 millones de dólares netos en los dos años que duraría el mismo.
En el verano de 2013 rescinde contrato con el Maccabi Tel Aviv y ficha por el Unicaja Málaga, tras no ejercerse su cláusula para continuar otro año se desvincula de la entidad.
El 26 de junio de 2014 fichó por el B.C. Astana con el que estuvo vinculado durante dos años.
El 25 de julio de 2016 ficha por el AS Mónaco Basket.
El 8 de junio de 2017 firma un contrato de dos años con el Estudiantes.
En el mes de junio de 2022 anunció su retirada como jugador profesional.

## Vida personal
Caner-Medley adquirió la nacionalidad azerbaiyana en diciembre de 2011. Aunque fue propuesto para jugar con la selección de baloncesto de Azerbaiyán, nunca recibió una convocatoria oficial.